# West Bilney
West Bilney är en by i civil parish East Winch, i distriktet King's Lynn and West Norfolk, i grevskapet Norfolk i England. Byn är belägen 10 km från King's Lynn. West Bilney var en civil parish fram till 1935 när blev den en del av East Winch. Civil parish hade 188 invånare år 1931. Byn nämndes i Domedagsboken (Domesday Book) år 1086, och kallades då Benelai/Bilenei/Binelai.